# Armin Jäger (Fußballspieler)
Armin Jäger (* 19. September 1962 in Ludwigsburg) ist ein ehemaliger deutscher Fußballtorwart.

## Karriere
Jäger begann das Fußballspielen beim TSV Asperg und wechselte 1980 in die A-Jugend des VfB Stuttgart, mit der er 1981 Deutscher Meister wurde. Anschließend spielte er für die Amateurmannschaft des VfB. Zwischen 1983 und 1989 absolvierte er für die Profimannschaft des VfB sowie für die Stuttgarter Kickers insgesamt 20 Bundesligaspiele. Außerdem kam er zwischen 1986 und 1988 auf 35 Zweitligaeinsätze für die Kickers. Obwohl er beim VfB nur Ersatztorhüter war, hatte er maßgeblichen Anteil am Gewinn der deutschen Meisterschaft 1984: In den sechs Spielen, in denen er Stammtorhüter Helmut Roleder vertrat, wurde er von den gegnerischen Stürmern nur viermal bezwungen und der VfB verlor keines dieser Spiele.
Darüber hinaus stand Jäger 1986 (mit dem VfB) sowie 1987 (mit den Kickers) im DFB-Pokalfinale, ging aber mit seinen Teams beide Male als Verlierer vom Platz.
Der letzte große Erfolg seiner Karriere war die Zweitligameisterschaft 1988 sowie der damit verbundene Aufstieg in die erste Bundesliga.

## Nach der Profikarriere
Von 2009 bis 2022 betrieb Armin Jäger zusammen mit seiner Frau Regina eine Gastwirtschaft in Marbach am Neckar.

## Erfolge
- Deutscher A-Jugendmeister: 1981
- Deutscher Meister:  1984
- Aufstieg in die Bundesliga: 1988